# Tony MacAlpine
Tony Jeff MacAlpine (Springfield, Massachusetts, 1960. augusztus 29. –) amerikai gitáros,  billentyűs és zeneszerző. A 80-as évek egyik legnagyobb hatású gitárosa, aki rengeteg zenésszel dolgozott már együtt pályafutása során.

## Pályafutása
MacAlpine nemcsak virtuóz gitárosként ismert, hanem mint képzett klasszikus zongorista is. Zenei pályája zongora és hegedűórákkal kezdődött, így a klasszikus hatások későbbi rocklemezein is megmaradtak, jazz- és fusionelemekkel ötvözve. 1986-ban debütált Edge of Insanity című instrumentális lemezével, melyet olyan nagynevű zenészekkel rögzített, mint Billy Sheehan (basszusgitár) és Steve Smith dobos (ex-Journey). A következő Project: Driver albumra összehozta a M.A.R.S. zenekart Tommy Aldridge dobossal, Rudi Sarzo basszusgitárossal és Rob Rock énekessel.
A csapat nemsokára feloszlott és MacAlpine visszatért szólópályájára, Squawk néven megalapítva saját kiadóját is. 1987-ben szerepelt Vinnie Moore (Mind's Eye) és Joey Tafolla (Out of the Sun) lemezein mint billentyűs. Ez évben a Maximum Security lemeze után új együttest toborzott MacAlpine néven, melynek tagjai: Alan Schorn (ének), Mark Robertson (szintetizátor), Mike Jacques (basszusgitár), Billy Carmassi (dob). A csapat egyetlen lemeze 1990-ben jelent meg, Eyes of the World címmel. Ezután MacAlpine visszatért instrumentális projektjeihez, számos albumot jelentetve meg: Freedom to Fly (1990), Evolution (1995), CAB (1997 és 2000). A CAB 2 lemez 2001-ben készült el, a 2004-es CAB 4-t pedig már a Favoured Nations kiadó gondozta.
2001-ben beállt Steve Vai turnécsapatába mint másodgitáros és szintetizátoros. Itt újra együtt játszott Billy Sheehannel. Szerepelt Steve Vai – Live at the Astoria DVD-jén is, ahol Vai mellett játszva kibontakoztathatta tehetségét, de a G3-DVD-ken is látható. Ezután jött létre a Devil's Slingshot ahol ismét Billy Sheehan volt a partnere az ausztrál Virgil Donati mellett. Legutóbbi kiadványa 2008-ban jelent meg a CAB keretein belül Theatre de Marionettes címen.

## Stílus
MacAlpine az Yngwie Malmsteen után felbukkant gitárosgeneráció egyik legismertebbje. Sokoldalú zenész, aki könnyedén és izgalmasan keveri zenéjében a metal, a jazz, és a klasszikus zene elemeit. Képzett zongorista is egyben, ezt bizonyítandó a lemezein hallható Chopin-darabok is. Azonban leginkább az elektromosgitár-játéka révén ismert. Technikájában ugyanúgy benne van a blues és a shred, mint az arpeggio vagy a tapping.

## Felszerelés
Gitárok: Carvin TMAC VI, Carvin TMAC VII
Erősítő: Carvin Legacy fej, 4X12 Marshall láda

## Diszkográfia
Szóló albumok:
- 1986: Edge of Insanity
- 1987: Maximum Security
- 1990: Eyes of the World
- 1992: Freedom to Fly
- 1993: Madness
- 1994: Premonition
- 1995: Evolution
- 1996: Violent Machine
- 1997: Live Insanity (élő)
- 1999: Master of Paradise
- 2001: Chromaticity
- 2006: Tony MacAlpine Collection: The Shrapnel Years (válogatás)

M.A.R.S.:
- 1986: Project Driver

Planer X:
- 2000: Universe
- 2002: Live from Oz (élő)
- 2002: MoonBabies

CAB:
- 2000: CAB
- 2001: CAB 2
- 2003: CAB 4
- 2008: Theatre de Marionnettes

Ring of Fire:
- 2003: Dreamtower
- 2004: Burning Live in Tokyo (élő)
- 2004: Lapse of Reality

Devil's Slingshot:
- 2007: Clinophobia

Egyéb:
- 1986: Mind's Eye – Vinnie Moore
- 1987: Out of the Sun – (Joey Tafolla)
- 1999: The Maze – Vinnie Moore
- 1999: VK3 – Vitalij Kuprij
- 2000: Ring of Fire – Mark Boals
- 2002: Edge of the World – Mark Boals
- 2006: Vinnie Moore Collection: The Shrapnel Years – Vinnie Moore